# Ilhéus Sete Pedras
Os Ilhéus Sete Pedras são ilhéus do arquipélago de São Tomé e Príncipe, localizados a sul da ilha de São Tomé, no Golfo da Guiné. Estes ilhéus não são habitados.